# Franz Brunnträger
Franz Michael Brunnträger (* 8. Januar 1893 in Klein-Steinheim; † 29. August 1953 in Frankfurt am Main) war ein deutscher Politiker (NSDAP) und vom 1. Mai 1933 bis zum 31. Mai 1939 der Landrat des Kreises Sankt Goarshausen sowie vom 1. Juni 1939 bis zum 1. April 1945 der Landrat des Main-Taunus-Kreises.

## Leben und Wirken

### Ausbildung und Beruf
Brunnträger war der Sohn des Bäckermeisters Franz Brunnträger, welcher mit Susanna Saloma [!] Stahl verheiratet war. Er besuchte von 1899 bis 1903 die Volksschule in Steinheim und von 1903 bis 1912 die Oberrealschule in Hanau. 1912 begann er ein Studium der Rechtswissenschaft an der Ludwig-Maximilians-Universität München (1 Semester). Als Einjährig-Freiwilliger leistete er vom 1. Oktober 1912 bis 30. September 1913 seinen Wehrdienst beim 2. Jäger-Bataillon der Bayerischen Armee ab. Brunnträger studierte von 1913 bis 1914 Naturwissenschaft an der Julius-Maximilians-Universität Würzburg und der Johann Wolfgang Goethe-Universität Frankfurt am Main (9 Semester). Vom 2. August 1914 bis zum November 1918 nahm er am Ersten Weltkrieg teil. Er diente im Deutschen Alpenkorps, zuletzt im Rang eines Oberleutnants. 1919 nahm er sein Studium an der Universität in Frankfurt wieder auf und promovierte 1922 zum Doktor der Naturwissenschaften. Von 1922 bis zum 1. Mai 1933 arbeitete Brunnträger als Chemiker bei der IG-Farbenindustrie AG (Hoechst).

### Politik
Im September 1930 trat Brunnträger in die SA sowie zum 1. Oktober 1930 in die NSDAP ein (Mitgliedsnummer 324.175) und gehörte damit zu den „Alten Kämpfern“ der Partei. 1931 wurde er NSDAP-Ortsgruppenleiter von Höchst am Main (heute zu Frankfurt am Main). Auf Vorschlag von Gauleiter Jakob Sprenger wurde Brunnträger von Adolf Hitler 1932 zum NSDAP-Kreisleiter des Main-Taunus-Kreises ernannt, anschließend vom 1. Mai 1933 bis Mitte 1937 Kreisleiter von St. Goarshausen. Nach der Machtübernahme der Nationalsozialisten erhielt er 1933 zunächst kommissarisch, ab Januar 1934 dann endgültig das Amt des Landrates des Kreises Sankt Goarshausen. In dieser Funktion kandidierte er auf dem Wahlvorschlag der NSDAP auf dem Listenplatz Nr. 145 bei der Reichstagswahl am 29. März 1936, wurde jedoch nicht in den nationalsozialistischen Reichstag gewählt.
Im Juni 1939 übernahm er als Nachfolger von Ernst Janke zunächst kommissarisch, dann im November endgültig das Landratsamt des Main-Taunus-Kreises mit Sitz in Frankfurt-Höchst. Zu seinem Dienstantritt feierte ihn die Main-Taunus-Zeitung als erfolgreichen „Alten Kämpfer“.
Während des Zweiten Weltkrieges wies er die Bürgermeister des Kreises im Juni 1941 an:

„Wie ich aus den letzten dortigen Berichten entnommen habe, ist die Auswanderung der Juden auch während des Krieges bisher ergebnisvoll betrieben worden. Ich lege Wert darauf, dass der Main-Taunus-Kreis, dessen Juden-Bestand sich schon erheblich vermindert hat, in absehbarer Zeit völlig judenfrei wird und erwarte, dass auch Sie alles Erforderliche dazu beitragen.“

Nach der Befreiung durch amerikanische Truppen kurz vor Kriegsende wurde Brunnträger am 1. April 1945 festgenommen und blieb bis zum 23. Juli 1948 in Darmstadt interniert. Danach war er in Idstein als Arbeiter im Tiefbau beschäftigt. Im Entnazifizierungsverfahren wurde er am 10. August 1948 von der Spruchkammer Main-Taunus in Hochheim als „Minderbelasteter“ eingestuft. Brunnträger bestritt vor der Spruchkammer, von den „schweren und einschneidenden Maßnahmen gegen die Juden, besonders in den Kriegsjahren“ gewusst zu haben.
Die Anklage plädierte dagegen und sah in Brunnträger den „willigen Befehlsübermittler der nazistischen Gewaltherrschaft“ der für die „schweren Ausschreitungen gegen die Juden […] in höchstem Maße mitverantwortlich“ gewesen sei. Die Berufung der Anklage wurde am 19. August 1949 von der Berufungskammer Frankfurt verworfen. Nach Ablauf der Bewährungsfrist endete das Verfahren am 9. Dezember 1949 mit der Einreihung Brunnträgers als „Mitläufer“.

## Familie
Brunnträger war katholisch; nach Kirchenaustritt im Jahr 1927 „gottgläubig“. Er war mit der Niederländerin Sigrid Lenzfeld verheiratet, mit der er eine Tochter hatte.

## Schriften
- Über eine technische Darstellung der β-Chlorpropionsäure und einige neue Abkömmlinge derselben. Frankfurt 1923 (Naturwissenschaftliche Dissertation).